# Vuelo 6136 de China Northern Airlines
El vuelo 6136 de China Northern Airlines entre sus siglas (CBF6136/CJ6136) era un vuelo nacional de pasajeros desde el Aeropuerto Internacional de Pekín Capital, Beijing hasta el Aeropuerto Internacional de Dalian Zhoushuizi, en Dalian, provincia de Liaoning, China. El 7 de mayo de 2002, el McDonnell Douglas MD-82 de China Northern Airlines que operaba el vuelo se estrelló en la bahía cerca de Dalian poco después de que el piloto reportó "fuego a bordo", matando a los 103 pasajeros y 9 miembros de la tripulación. La causa del incendio fue luego determinada como provocada. El desastre ocurrió el mismo dia que el accidente del vuelo 843 de EgyptAir.
El avión involucrado era un McDonnell Douglas MD-82 con el registro B-2138 y el número de serie del fabricante 49522. Había sido construido en 1991 y había acumulado unas 27,000 horas de tiempo en vuelo en servicio. Según el alto funcionario de la Administración General de la Aviación Civil de China, Yang Yuanyuan, el avión había sido sometido a un control de mantenimiento de rutina y tenía un registro de mantenimiento perfecto. Al momento del desastre tenía 11 años y 6 meses.

## Accidente
El avión dejó su puerta de embarque en el Aeropuerto Internacional de Beijing Capital a las 20:22 y despegó a las 20:37 hora local (12:37 UTC) desde la Pista 36R. A las 21:20, cuando el avión se acercaba a Dalian, el capitán informó "fuego en la cabina" y "la cola está en llamas" a la torre de Dalian y solicitó un aterrizaje de emergencia. A las 21:24 el avión desapareció de la pantalla del radar y perdió contacto con el control del tráfico aéreo. Debía llegar a Dalian a las 21:40. El avión se estrelló en el agua en un ángulo de inclinación de 90 grados y con una inclinación de 30 grados hacia abajo. Los testigos declararon que la aeronave hizo varios círculos antes de sumergirse repentinamente en el mar con su luz apagada.
Los servicios de emergencia se desplegaron inmediatamente poco después del accidente. Las fuerzas de la marina china estacionadas en Dalian desplegaron cuatro naves navales en el sitio del accidente. Más de 30 remolcadores se unieron a la misión de búsqueda y rescate. Los equipos de rescate recuperaron de inmediato 60 cuerpos y escombros del lugar del accidente, incluido un carrito de comida mal quemado. El presidente Jiang Zemin y el primer ministro Zhu Rongji ordenaron a las agencias de aviación, policía y transporte y al ejército chino que organicen y apoyen completamente los esfuerzos de rescate.
El 8 de mayo, el personal chino de búsqueda y rescate detectó señales de los registradores de vuelo. Las autoridades de Dalian enviaron 51 buceadores a 17 lugares diferentes para encontrar los registradores de vuelo del avión. El 10 de mayo, los trabajadores de salvamento detectaron señales débiles. También recuperaron una sección de 15 metros del avión desde el mar. El 14 de mayo, siete días después del desastre, los buscadores recogieron los dos registradores de vuelo del fondo del mar.

## Pasajeros y tripulación
| Nacionalidad  | Pasajeros | Tripulación | Total |
| ------------- | --------- | ----------- | ----- |
| China         | 96        | 9           | 105   |
| Francia       | 1         | 0           | 1     |
| India         | 1         | 0           | 1     |
| Japón         | 3         | 0           | 3     |
| Singapur      | 1         | 0           | 1     |
| Corea del Sur | 1         | 0           | 1     |
| Total         | 103       | 9           | 112   |

De los 103 pasajeros, 96 eran de nacionalidad china (incluido uno de Hong Kong y una doble nacionalidad de ciudadanos chinos y estadounidenses); tres eran japoneses; y los cuatro restantes fueron de Francia, India, Singapur y Corea del Sur. 100 eran adultos y 3 eran niños. La mayoría de los pasajeros eran residentes de Dalian. El piloto del vuelo fue el Capitán Wang Yongxiang. Nació en 1967 con un total de horas de vuelo de más de 11,000 horas. El segundo al mando fue Chen Xiuming. Nació en 1973 con un total de horas de vuelo de 3.300 horas. El ingeniero de vuelo fue Pan Mintsi, con un total de horas de vuelo de 4.980 horas.

## Investigaciones
El gobierno chino inmediatamente ordenó una investigación sobre la causa del accidente. El panel de investigación especial enviado por el gobierno central llegó más tarde a Dalian. El panel estaba compuesto por el vicesecretario general del Consejo de Estado Long Quan; Jefes del Ministerio de Comunicaciones, la Administración General de Aviación Civil y el Ministerio de Seguridad Pública. Inmediatamente después del desastre, se sospechó que el fuego en vuelo era la causa principal del accidente. Esto fue demostrado por la llamada de emergencia de la tripulación al ATC sobre la presencia de fuego a bordo del avión. Múltiples testigos también apoyaron esta teoría. La posibilidad de un incendio en vuelo aumentó después de que los rescatadores recuperaron un carrito de comida con quemaduras graves en el sitio del accidente. Los documentos provinciales chinos declararon que un cortocircuito podría haber causado el incendio. En respuesta al colapso del vuelo 129 de Air China y del vuelo 6136 de China Northern Airlines, el funcionario de CAAC Yuanyuan declaró que la reforma de seguridad aérea de China se retrasará..
Los resultados de la investigación del accidente fueron publicados por la Agencia de Noticias Xinhua el 8 de diciembre de 2002. Un pasajero llamado Zhang Pilin (张丕 林) aparentemente prendió fuego a la cabina de pasajeros con gasolina, causando la pérdida del control y la caída. Zhang había comprado siete pólizas de seguro aéreo por un valor total de 1,400,000 renminbi (alrededor de 170,000 USD) antes de abordar el vuelo. La investigación de los restos del avión mostró una cantidad de gasolina cerca del asiento de Zhang, y la mayoría de los pasajeros, incluido Zhang, murieron por inhalación de monóxido de carbono. Los motores, el piso de la cabina y otras partes críticas no mostraron signos de quemaduras o explosiones.
Investigaciones posteriores mostraron que Zhang había volado de Dalian a Beijing y había regresado a Dalian en el vuelo 6136 el mismo día. Según las grabaciones de cámaras de seguridad, había pasado varias horas fumando cigarrillos en la sala de espera del aeropuerto de Pekín. Zhang compró dos pólizas de seguro antes de salir de Dalian y compró las cinco restantes en Beijing. También se encontraron algunas botellas de agua llenas de gasolina en el departamento de Zhang.